# Tűhalalakúak
A tűhalalakúak (Syngnathiformes) a csontos halak (Osteichthyes) főosztályának sugarasúszójú halak (Actinopterygii) osztályába tartozó rend.
A mostani rendszerbesorolások a pikóalakúak (Gasterosteiformes) rendjébe sorolják Syngnathoidei alrendként.